# منتخب جزر مارشال لكرة السلة
منتخب جزر مارشال لكرة السلة  هو ممثل جزر مارشال الرسمي في المنافسات الدولية في كرة السلة   .